# Simetierre 2
Pour les articles homonymes, voir Simetierre.
Série
Simetierre Simetierre
Pour plus de détails, voir Fiche technique et Distribution.
Simetierre 2 ou Cimetière Vivant 2 au Québec est un film d'horreur américain réalisé par Mary Lambert, sorti en 1992. Il s'agit de la suite de Simetierre sorti en 1989 et tiré du roman d'épouvante homonyme de Stephen King.

## Synopsis
L'adolescent Jeff Matthews emménage avec son père dans leur maison familiale d'été situé à Ludlow (Maine) après la mort accidentelle de sa mère, actrice célèbre décédée d'une électrocution lors d'un tournage de film à Hollywood. Jeff devient là-bas le souffre-douleur de Clyde Parker, la petite frappe du lycée. Jeff Matthews sympathise avec Drew Gilbert, garçon enrobé et beau-fils du shérif Gus. Avec lui il prend connaissance des événements survenus dans la ville à propos des meurtres de la famille Creed, ainsi que l'existence du cimetière indien qui permet de faire ressusciter les morts.
Lorsque le chien de Drew, Zowie, est abattu par balle par Gus après qu'il a tenté d'attaquer à nouveau ses lapins, l'adolescent part avec Jeff enterrer l'animal dans le cimetière indien dans une tentative de le ramener à la vie. Quelques instants plus tard, Zowie est revenu d'entre les morts, mais est devenu violent et ses yeux ont une lueur anormale même en plein jour. Le chien est emmené chez Chase afin de soigner la blessure par balle et constate que Zowie n'a plus de pouls. Le vétérinaire envoie un échantillon de sang à un laboratoire et apprend que les cellules de Zowie sont complètement détériorées et ne sont pas différentes de celles d'un chien mort.
Jeff et Drew se rendent à une fête d'Halloween, se déroulant dans le cimetière indien auprès d'autres adolescents, dont Clyde, qui racontent des histoires d'horreur dont celle concernant la tragédie des Creed lorsque Gus, visiblement énervé, qui avait puni Drew, découvre où il se trouve pour le ramener chez lui. Sur les lieux, le shérif fait fuir les adolescents et s'en prend à son beau-fils en le frappant. Mais Zowie s'en prend à Gus et le tue d'une morsure au cou, au niveau de la veine jugulaire. Les deux garçons partent enterrer Gus dans le cimetière indien, qui reprend vie quelques instants plus tard. Rentré chez lui, Gus, qui traite Drew de façon moins stricte, a des mouvements raides, reste le plus souvent silencieux et est dans un état de zombie. Mais bientôt, Gus se fait un peu plus brutal et sadique, notamment en faisant l'amour de manière violente avec son épouse, puis en tuant ses lapins de compagnie afin de les manger.
L'animal et le shérif agissent de plus en plus violemment, Zowie, parvenant à s'échapper de la clinique vétérinaire où il était soigné et à tuer trois chatons, s'attaque à Chase dans sa maison, mais le vétérinaire parvient à se dégager du chien, qui s'échappe par la fenêtre de sa maison, avec une blessure au bras, le laissant toutefois secoué.
Le lendemain, Jeff est attaqué par Clyde, qui l'envoie dans le fossé afin de le tabasser et de lui fracturer le nez avec les rayons de la roue de son vélo. Toutefois, Gus se montre, demande à Jeff de rentrer chez lui, puis tue Clyde avec la roue arrière de sa moto. Drew, témoin de la scène, s'enfuit jusque chez lui, mais se retrouve piégé avec Zowie à son domicile par Gus, mais le jeune garçon parvient à fuir par une fenêtre du premier étage et monte dans la voiture de sa mère, qui vient à peine d'entrer. La mère et le fils prennent la fuite, mais sont bientôt pris en chasse par le shérif, qui fait entrer la voiture de son épouse en collision avec un camion, tuant cette dernière et Drew sur le coup. Quelques instants plus tard, Gus retourne auprès du cadavre de Clyde et place son corps dans un sac mortuaire afin de l'enterrer au cimetière indien, puis exhume le corps de Renee, avec qui il avait une relation avant d'épouser Chase.
Obsédé par l'idée de faire ressusciter sa mère, Jeff se rend au cimetière indien où il retrouve Gus et le corps de Renee, afin d'enterrer sa mère. Au courant de cette exhumation, Chase, armé, se précipite vers la maison de Gus et est de nouveau attaqué par Zowie, qui le mord à l'épaule, mais parvient à tuer le chien mort-vivant. Entré dans la demeure, il est attaqué par Gus, qui est décidé à le tuer avec une perceuse électrique. Mais après avoir tiré sur lui sur sa poitrine qui a eu peu d'effet, Chase parvient à tuer Gus d'une balle dans la tête.
Par la suite, Renee est revenu à la vie, poignardant à mort la gouvernante de Chase, Marjorie, dans le grenier. Chase débarque chez lui et découvre le cadavre de Marjorie, puis voit son fils aux côtés de sa défunte épouse. Il demande à Jeff de s'éloigner d'elle, refusant de reformer une famille. Puis débarque Clyde, également ressuscité, armé d'une hache, venu pour tuer l'adolescent. Au cours de la bagarre, Chase est assommé, tandis que Renee verrouille la porte du grenier et met le feu à l'endroit. Jeff parvient à tuer Clyde en lui collant un câble électrique sectionné dans la bouche, ce qui fait exploser sa tête. 
Renee tente en vain de convaincre son fils de rester avec elle, mais préfère fuir du grenier avec son père. Après avoir détruit la porte avec la hache, Jeff, accompagné de Chase, parviennent à quitter les lieux, laissant Renee périr dans les flammes, qui clame que la mort est plus douce que la vie.
Ayant survécu au massacre, Jeff et Chase, accompagnés de Tigre, le chaton que le jeune garçon avait adopté – qui faisait partie du groupe tué par Zowie – quittent Ludlow pour recommencer une nouvelle vie à leur retour à Los Angeles.

## Fiche technique
- Titre français : Simetierre 2
- Titre québécois: Cimetière Vivant 2
- Titre original : Pet Sematary II
- Réalisation : Mary Lambert
- Scénario : Richard Outten, avec la participation non créditée de David S. Goyer
- Producteur : Ralph S. Singleton
- Musique : Mark Governor
- Directeur de la photographie : Russell Carpenter
- Casting : Sharon Bialy, Debi Manwiller et Richard Pagano
- Genre : horreur
- Durée : 100 minutes
- Pays : États-Unis
- Dates de sortie : 
  -  États-Unis : 28 août 1992
  -  France : 24 février 1993
- Public : 
  -  États-Unis : Classé R
  -  France : Film interdit aux moins de 16 ans lors de sa sortie en salles

## Distribution
- Edward Furlong (VF : Renaud Tissier) : Jeff Matthews
- Anthony Edwards (VF : Emmanuel Jacomy) : Chase Matthews
- Clancy Brown (VF : Edgar Givry) : Gus Gilbert
- Darlanne Fluegel (VF : Marie-Martine Bisson) : Renee Hallow
- Jared Rushton : Clyde Parker
- Jason McGuire (VF : David Lesser) : Drew Gilbert
- Lisa Waltz (VF : Anne Rondeleux) : Amanda Gilbert
- Sarah Trigger (VF : Michèle Buzynski) : Marjorie Hargrove
- Jim Peck (VF : Jean-Claude Balard) : Quentin Yolander
- Len Hunt (VF : Jean-Luc Kayser) : Frank, le réalisateur
- Emily Woodward (VF : Maïté Monceau) : la mère des jumelles

## Box-office
Simetierre 2 démarre en troisième position du box-office américain avec 4 825 100 $ de recettes engrangées au cours de son premier week-end d'exploitation en salles. Toutefois, le film ne marche pas très bien au cours des semaines suivantes, puisqu'il totalise 17 092 453 $ de recettes en fin d'exploitation, alors qu'il fut tourné avec un budget de 8 000 000 $. En France, le film totalise 109 830 entrées.
Ce second opus ne rencontre pas le même succès commercial que le précédent volet, qui, tourné avec un budget de 11 500 000 $, engrangea 57 469 467 $ au box-office américain et totalisa 377 594 entrées en France.